# Све о Еви
Све о Еви (енгл. All About Eve) је амерички драмски филм из 1950. године, који је режирао Џозеф Л. Манкевиц. У главној улози је Бети Дејвис, тада највећа филмска звезда на свету. Ово је прича о Марго Ченинг, угледној бродвејској звезди која одлучи да помогне једној од својих највећих обожаватељки, Еви Харингтон. Ченингова јој даје посао PR менаџера, али Ева се све више уплиће у живот велике глумице, и озбиљно прети да угрози њену каријеру и односе са пријатељима.
Филм је добио изузетне похвале критичара, и био је номинован за четрнаест Оскара, те је све до 1997, и филма Титаник, био рекордер по броју номинација за ову награду. Амерички филмски институт га је уврстио међу 100 најбољих филмова свих времена, док су га Сједињене Државе ставиле под заштиту као културно национално благо.
Од када се појавио у биоскопима, Све о Еви је остварио велик у утицај у модерној уметности. Бројни делови филма су неретко инспирација глумцима и редитељима, а Марго Ченинг је предмет имитација и један од омиљених ликова на маскенбалима. Популарност филма међу геј популацијом не опада већ седам деценија, а савремени критичари и историчари уметности се труде да, изналазећи скривена значења, објасне тај феномен. Најбољи филм у каријери Бети Дејвис, код геј мушкараца ужива култни статус, док је она уздигнута на пиједестал геј иконе и кемп диве.

## Радња
Током церемоније доделе награда, Ева Харингтон − нова и сјајна звезда Бродвеја − добија награду за улогу Коре у представи Кораци на плафону. Позоришни критичар Адисон Девит кроз злобну нарацију објашњава церемонију и присећа се на који начин је Ева заправо постала славна.
Радња се враћа годину дана унатраг. Марго Ченинг је једна од највећих звезда Бродвеја, али упркос њеном успеху, она стари; управо је навршила четрдесету и у потпуности је свесна што то значи за њену каријеру. Једне вечери након представе, њена најбоља пријатељица Kарен Ричардс, супруга угледног писца позоришних комада, Лојда Ричардса, упознаје верну обожаватељку Еву Харингтон у хладној уличици испред позоришта. Препознавши је од раније, Kарен је одводи иза позорнице како би упознала Марго. Ева у Маргиној шминкерници ускоро групи људи који укључују Kарен и Лојда, Маргиног дечка Била Сампсона, редитеља који је осам година млађи од ње, и Маргину помоћницу Берди, говори да је пратила све Маргине позоришне изведбе до Њујорка након што ју је видела по први пут у Сан Франциску. Исприча им дирљиву причу о свом тешком животу, укључујући и део кад је била сироче и кад је изгубила свог младог мужа у Другом светском рату. Чини се понизном и у потпуности идолизује Марго. Ускоро се Марго спријатељи са Евом која се сели у њен дом и постаје њена асистенткиња, па запоставља Берди којој се Ева од почетка не свиђа.
Иако Ева оставља дојам особе која само жели да помогне Марго и да јој буде јој на услузи, она јој константно ради иза леђа и покушава да постане њена замена на позорници (узрокује свађе између Марго и Лојда, и између Марго и Била) и кује заверу са невином Kарен како би Марго пропустила важну перформансу. Знајући унапред да ће управо она бити та која ће наступити у представи уместо Марго, Ева позива градске позоришне критичаре и остварује тријумф. Ускоро покушава да заведе Била који је одбија. Након оштре колумне у новинама критичара Адисона, Марго и Бил се помирују, вечерају са Ричардсима и одлучују да се венчају. Те исте вечери у ресторану, Ева уцењује Kарен да наговори Лојда да јој додели улогу Коре; у противном ће рећи Марго да је због ње пропустила наступ у важној позоришној представи. Пре него што Kарен уопште успе да поприча са Лојдом, Марго на свеопште изненађење изјављује да не жели више да глуми лик Коре.
Ева добија улогу и покушава да се успе још више на лествици популарности, користећи критичара Адисона који постаје сумњичав. Непосредно пре премијере у позоришту Шуберт у Њу Хејвену, Ева презентује Адисону свој нови план: удаће се за Лојда, за којег сматра да јој је изјавио љубав и да планира да напусти супругу, као и да ће за њу писати најбоље позоришне комаде. Адисон, бесан што покушава да га искористи, открива Еви да зна комплетну позадину њене приче и да је све оно што је рекла прве вечери била лаж. Њено право име је Гертруда Слојински и она није никаква ратна удовица, ни сироче, нити пратитељица Маргине турнеје. Пре него што је упознала Марго, плаћено јој је да оде из града након афере са својим шефом, пиваром из Висконсина. Адисон уцењује Еву и говори јој да се она неће удати за Лојда, нити и за кога другог; у замену за Адисонову ћутњу, она сада „припада” њему.
Радња филма враћа се на уводну секвенцу где Ева, сада права звезда Бродвеја која креће према Холивуду, добија своју награду. У свом топлом говору захваљује Марго и Билу, Лојду и Kарен, док је они потпуно хладно проматрају. Након церемоније, Ева даје своју награду Адисону и бежи са забаве организоване у њену част и враћа се кући где се сусреће са младом средњошколском обожаватељком која је ушла у њен стан и случајно заспала. Млада девојка изражава дивљење према Еви и нуди да јој спакован ковчег за пут у Холивуд. Фиби, како девојка тврди да се зове, отвара врата на којима Адисон стоји са Евином наградом. Док она флертује са критичаром, Адисон јој даје награду и одлази. На Евино питање ко је то био на вратима, Фиби каже да је био таксиста који је оставио награду. Док се Ева одмара у другој соби, Фиби на себе ставља Евин елегантни костим и стане испред неколико огледала држећи награду као да је у питању круна. Она се нагиње, као да се захваљује на награди уз громогласан аплауз и тријумфалну музику у позадини.

## Улоге
| Глумац        | Улога            |
| ------------- | ---------------- |
| Бети Дејвис   | Марго Ченинг     |
| Ен Бакстер    | Ева Харингтон    |
| Џорџ Сандерс  | Адисон Девит     |
| Селест Холм   | Карен Ричардс    |
| Гари Мерил    | Бил Симпсон      |
| Хју Марлоу    | Лојд Ричардс     |
| Грегори Ратоф | Макс Фабијан     |
| Барбара Бејтс | Фиби             |
| Мерилин Монро | госпођица Казвел |
| Телма Ритер   | Берди            |